# Януари (пиеса)
„Януари“ е иносказателна пиеса от Йордан Радичков, написана през 1974 година.
Отличава се с богатство от символи и преплита елементи от фолклора на Северозападна България с библейски алюзии. Разглежда като основен конфликт сблъсъка между минало и съвременност, застаряващото село и навлизащите в него новости, опозицията изолация – комуникации.
Творбата е преведена на английски език от Юдит Спространова и е включена в сборника Contemporary Bulgarian Plays, издаден от Tantalus Books през 2002 година.